# Bateria Świętej Marii

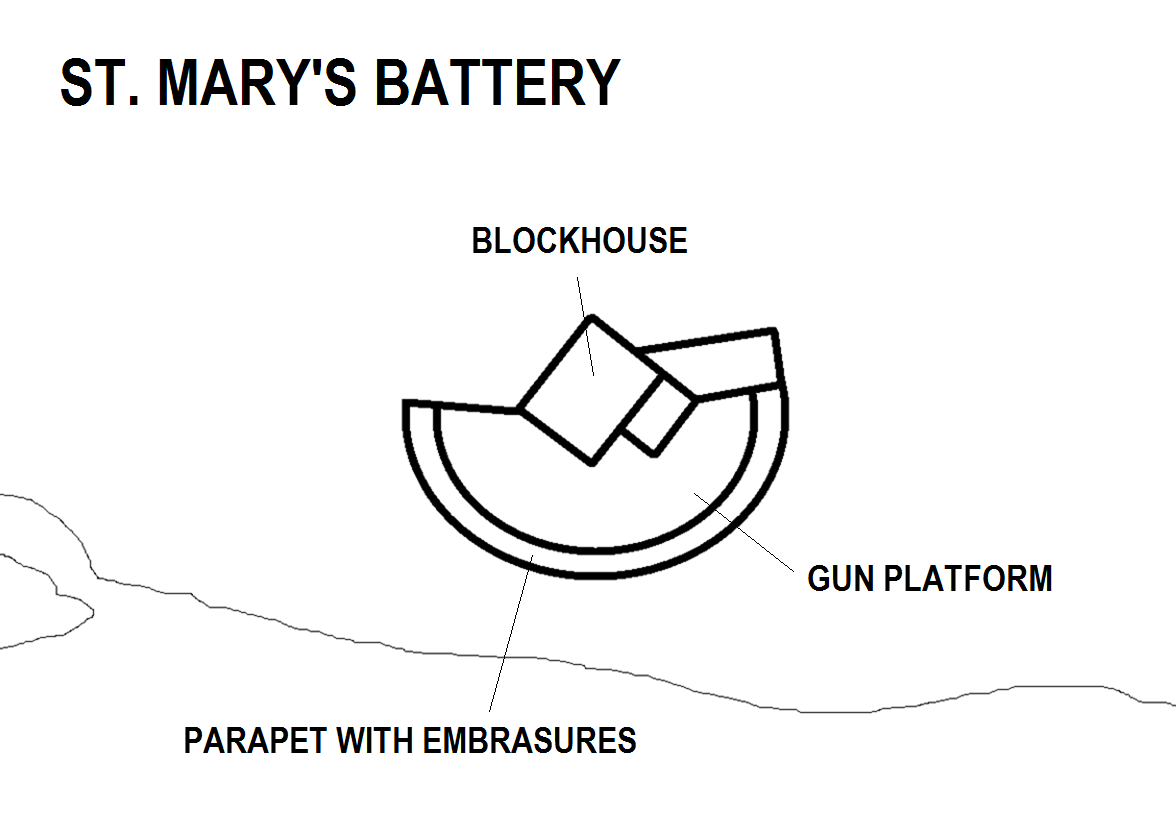
Plan baterii Świętej Marii

Bateria Świętej Marii (malt. Batterija ta' Santa Marija, ang. Saint Mary's Battery), znana też jako Bateria Comino (malt. Batterija ta' Kemmuna, ang. Comino Battery), jest to bateria artyleryjska na wyspie Comino, Malta. Została zbudowana przez Zakon Rycerzy Joannitów w latach 1715-1716, jako jedna z serii fortyfikacji nadbrzeżnych dokoła Wysp Maltańskich.

## Historia
Bateria Świętej Marii została zbudowana w latach 1715-1716, aby ochraniać, we współpracy z baterią Wied Musa na wyspie Malta, South Comino Channel. Budowa baterii kosztowała 1018 scudi. Bateria ma półokrągłą platformę artyleryjska, otoczoną przez parapet z ośmioma strzelnicami, skierowanymi w kierunku morza. Jest tam też pojedynczy blokhauz, gdzie przechowywano amunicję. Został on zbudowany ukośnie od strony lądu, tak, że jego dwie zewnętrzne ściany funkcjonowały jako redan. Ściany od strony lądu mają otwory strzeleckie dla muszkieterów.
Bateria była pierwotnie uzbrojona w dwa 24-funtowe i cztery 6-funtowe żelazne działa, lecz przed rokiem 1770 została porzucona.
Przed II wojną światową w baterii mieszkała rodzina z Gozo. Później budowla została porzucona, a ponad głównym wejściem wyrosło drzewo fikusa.
Kilka dział przeciągniętych zostało z baterii do wąwozu poniżej, w celu zabrania ich na przetopienie do odlewni. Dwa większe, 24-funtowe, pozostawiono w baterii, gdyż były za ciężkie do transportu.

## Współcześnie

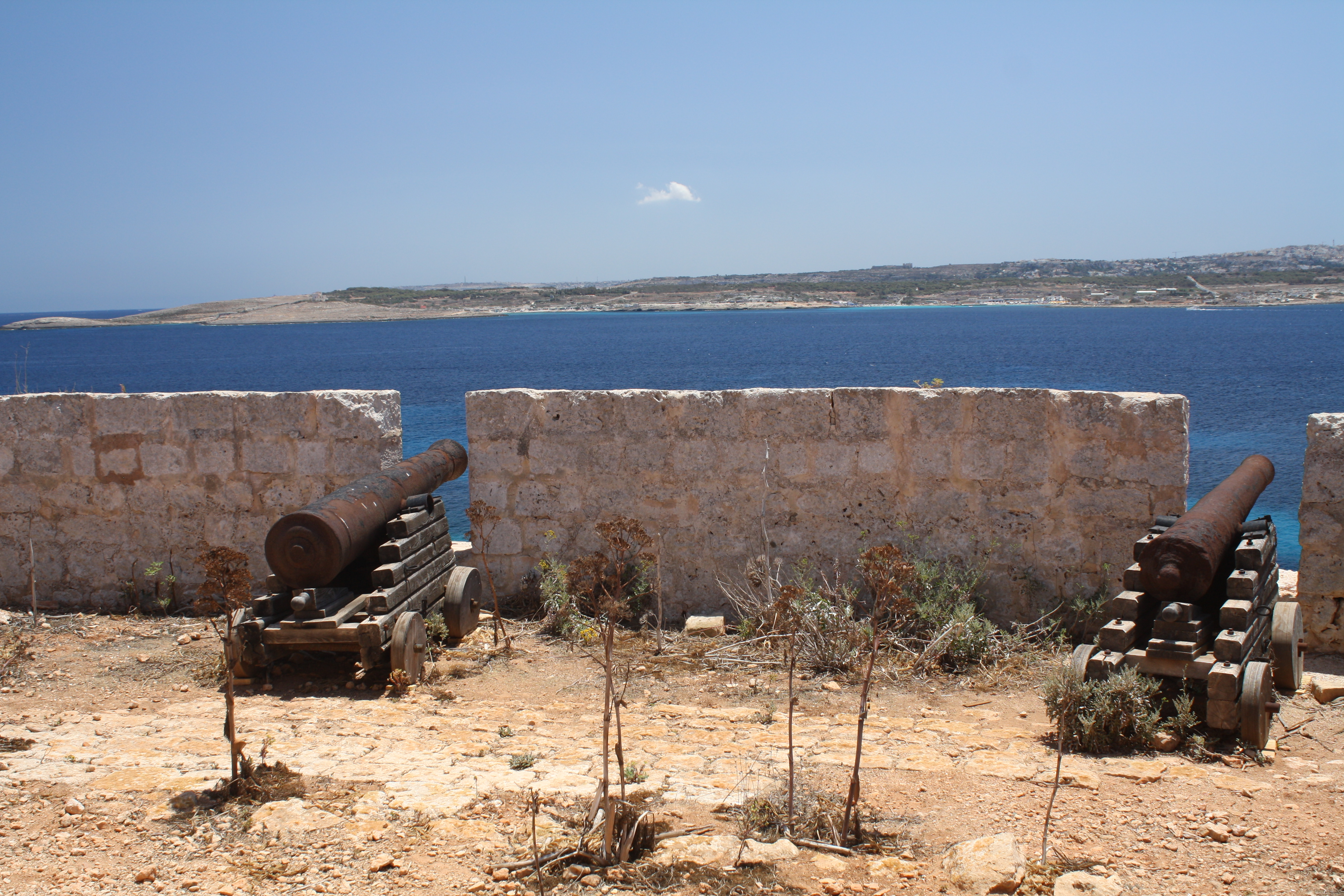
Działa z baterii Świętej Marii, odnalezione i wydobyte przez AFM i RN, podczas wspólnej operacji w 1997 roku

W odróżnieniu od wielu podobnych fortyfikacji nadbrzeżnych, bateria przetrwała w dobrym stanie, głównie dzięki jej odległemu położeniu. Została ona odnowiona przez Din l-Art Ħelwa w latach 1996-1997, i powtórnie w latach 2003-2004. Podczas odnawiania naprawiony został, bliski zawalenia, dach blokhauzu.
21 sierpnia 1997 roku, podjęto wspólną operację Armed Forces of Malta i Royal Navy, podczas której helikopter z HMS Illustrious oraz żołnierze maltańscy wydobyli działa z wąwozu i przetransportowali je z powrotem do baterii. Wykonane zostały kopie wózków działowych, i działa znów zostały na nich umieszczone.
Bateria jest teraz otwarta dla zwiedzających przez okrągły rok.